# Meddewade
Meddewade est une commune allemande du Schleswig-Holstein, située dans l'arrondissement de Stormarn (Kreis Stormarn), à mi-chemin entre les villes de Bad Oldesloe et Reinfeld (Holstein). Meddewade fait partie de l'Amt Bad Oldesloe-Land (« Bad Oldesloe-campagne ») qui regroupe neuf communes autour de Bad Oldesloe.